# إمارة خيبر
إمارة خيبر هي كيان شبه مستقل نشأ في شمال غرب الجزيرة العربية في أواخر القرن الثامن عشر الميلادي، وتمركز في واحة خيبر التابعة حاليًا لمنطقة المدينة المنورة في المملكة العربية السعودية. استمرت الإمارة نحو 150 عامًا، وكان يحكمها زعماء من قبيلة ولد علي من عنزة، قبل أن تندمج نهائيًا ضمن الدولة السعودية الحديثة في عشرينيات القرن العشرين.

## التأسيس
بَعْد عَقْد مِن الاقْتتال والتَّنافس دَاخِل قَبائِل وُلِد عَلِي تتزعَّمه عِدَّة أُسَر بَارِزة على النُّفوذ على مَدِينَة خَيبَر اِجْتمَعتْ عِدَّة عَشائِر دَاخِل قَبائِل الحمامدة على حَمْدان بْن ضمين بْن فَاضِل اَلمُلقب ( الأيداء ) لَعضَب فِي إِحْدى يديْه ، تَمتَّع حَمْدان بِثرْوة كَبِيرَة وأبْنَاء فُرْسان وَنفُوذ مُتَنام أَستغِله بِضمِّ قَبائِل وُلِد عَلِي الواحدة تِلْو اَلأُخرى ، تُوفِّي حَمْدان الإيداء وخلفه اِبْنه الأكْبر مَسعد بْن حَمْدان الايداء وَالذِي اِسْتطَاع غَزْو  خَيبَر وإخْضَاع اَلأُسر المتنافسة حواليْ عام 1778 م وسرْعَان مَا تَوَافقَت قَبائِل وُلِد عَلِي على مَشْيَخته مِمَّا أتمَّ لَه الأمْر وانْكبَّ بعْدهَا بِتوْطِيد إِمارَته وإعادة نُفوذِهَا .
ثم خلفه اخيه علي بن حمدان الايداء والذي لم يستمر طويلًا ثم خلفه مريخان بن حمدان الايداء ثم ابنه زبن بن مريخان الايداء الملقب بـ (زبن الصخره) ثم جاسر بن زبن ثم ضيف الله بن مسعد ثم محفوظ بن مريخان ثم رجاء بن ضيف الله بن مسعد وقد استمرت مشيخة قبائل ولد علي في الحجاز في سلالته من ابنه مطلق إلى اليوم.

## الجانب الإقتصادي
اِسْتَمَدَّتْ اَلْإِمَارَةُ قُوَّتَهَا اَلِاقْتِصَادِيَّةَ مِنْ خِلَالِ مَزَارِعِ اَلتُّمُورِ اَلضَّخْمَةِ لِمَدِينَةِ خَيْبَرِ حَيْثُ جَاءَ بِالْمَثَلِ (كَمُسْتَبْضِعِ اَلتَّمْرُ إِلَى خَيْبَرِ) وَفِي اَلْمَوْرُوثِ اَلشَّعْبِيِّ (مَهْدِي اَلتَّمْرِ عَلَى أَهْلِ خَيْبَرِ)  وَكُلهَا تَدُل على الموارد الزِّراعيَّة اَلتِي تَمُد الجزيرة العربيَّة بِالتُّمور وَغيرِها، وَلوُقوع المدينة على طُرُق القوافل أكْسبَهَا بَالِغ الأهمِّيَّة وكثير الاسْتفادة مِن مُعظَم التِّجارة بَيْن الشَّام والْجزيرة عَبْر التَّاريخ وَمِن ثمَّ طُرُق اَلحَج العراقيِّ والشَّاميِّ اَلتِي اِلتقَت بِهَا حَيْث تَتَزوَّد وُفُود اَلحجِيج مِن المدينة مُحَركَة التِّجارة بِهَا، وقد ذُكرَت أَشكَال مُتَنوعَة مِن التَّبادل التِّجاريِّ بَيْن خَيبَر والْمدينة المنوَّرة وَحائِل وِتيمَاء والْعلَا بِشَكل مُبَاشِر وَباقِي البلْدان فِي الجزيرة العربيَّة بِشَكل غَيْر مُبَاشِر 
الصُّرَّة وَهِي مُصطَلَح يَعنِي الرَّواتب أو العطايَا أو المنح الماليَّة مِن قِبل الدَّوْلة العثْمانيَّة لِلْقبائل العربيَّة لِقَاء حِماية طُرُق اَلحَج والْحجيج وقد بدأ ذَلِك التَّقْليد مُنْذ عَهْد الدَّوْلة الممْلوكيَّة واسْتَمرَّ فِي عَهْد الدَّوْلة العثْمانيَّة اَلتِي اِسْتفادتْ مِن الوقعات المؤْلمة اَلتِي حَصلَت لِلْحجِيج أو لِلْقوَّات العسْكريَّة فِي عهْدهَا أو اَلعُهود السَّابقة لَهَا بَعْد تَجرِبة مَنْع تِلْك الموارد عن القبائل الممْنوحة لَهَا، وقد سَبَّب هذَا اَلموْرِد التَّنافس بَيْن القبائل عليْه حَتَّى اِنْتزعتْه قَبائِل وُلِد عَلِي مِن بَنِي صَخْر فِي مِنطَقة اَلعُلا سنة 1113هـ ، وقد تَوَّج ذَلِك الاحْتكار بِالْهزيمة اَلتِي ألْحقَهَا مُحمَّد بْن دُوخي بْن صَالِح بْن سمير شَيْخ وُلِد عَلِي الشَّماليَّة بِبَني صَخْر وحلْف قَبائِل الشَّمَال عام 1869 م مُنْهِيا نُفوذهم على هذَا اَلموْرِد نِهائِيًّا. سبب ذَلِك نوْعًا مِن التَّعاضد بَيْن الأقْسام الجنوبيَّة والشَّماليَّة لِقبائل وُلِد عَلِي فِي تَرسِيخ سيْطرتهَا على هَذِه الطُّرق الهامَّة والْمحْوريَّة فِي الشَّرْق اَلْأَوسط والْعالم الإسْلاميِّ وقد اِستمَر هذَا الاحْتكار حَتَّى إِنشَاء سِكَّة اَلحدِيد العثْمانيَّة حَيْث اِنْهارتْ معه مَوارِد الصُّرَّة مُتَسببَة بِأزْمة اِقْتصاديَّة كُبرَى لَدى القبائل العربيَّة بِشَكل عامٍّ وقبائل وُلِد عَلِي خُصوصًا وَلكِن الازْدهار اَلنسْبِي بِسَبب اَلخَط الحديديِّ فِي مُدُن النُّفوذ التَّابعة لِإمارة خَيبَر كالْعلَا وِتيمَاء عَوضَت إِلى حدِّ مَا الخسائر الجمَّة 

## التاريخ
لعبت إمارة خيبر دورًا مفصليًا في كثير من الأحداث المهمة في تاريخ الجزيرة العربية و تلخصت في الحرب السعودية العثمانية و الحرب بين امارة حائل وامارة خيبر والثورة العربية والحرب النجدية الحجازية.

### الحرب السعودية العثمانية
اِنْضمَّتْ خَيبَر إِلى الدَّوْلة السُّعوديَّة اَلأُولى عام 1207 ه مُنفصلَة بِذَلك عن الدَّوْلة العثْمانيَّة، وَفِي مُجمَل الدَّوْر العسْكريِّ لِلْإمارة ذكر بُورْكهارْتْ الدَّوْر المتميِّز لِلشَّيْخ زَبن بن مريخان الايداء أمير خَيبَر وشيخ ولد علي من قبيلة عنزة ، فِي الحرْب ضِد العثْمانيِّين فِي الحجَاز وَذكَر أيْضًا فِي تَقرِير فَرنسِي عن هَجمَة لِقبائل العرب يتزعَّمهَا 
شَيْخ عَنزَة (زَبن بن مرخان الايداء) اَلذِي تَميَّز فِيهَا ثأْرًا لِلشَّيْخ مَسعُود بْن مَضْيَان بَعْد إِعْدامه فِي إِسْطنْبول، وَبالِغ التَّقْرير فِي حَجْم اَلقُوة العسْكريَّة اَلتِي جَمَعتهَا القبائل حَيْث ذكر أنَّ عددهَا كان 40 أَلْف رَجُل. وَاصَل الشيخ زَبن بن مريخان الايداء شنَّ الهجمات ضِدَّ حَمَلات اَيالَة مصِر وواليهَا مُحمَّد عَلِي بَاشَا المتتالية حَتَّى بَعْد سُقُوط الدِّرْعيَّة مُسْتغِلًّا بِذَلك الحصانة الطَّبيعيَّة لِإمارته واكْتفاءهَا الذَّاتيَّ بِمواردهَا المعيشيَّة إِلى أنَّ وَافَق على مُراسلات وَالِي المدينة المنوَّرة لَه مُشْترِطًا اِسْتمْرار مَوارِد الصُّرَّة واسْتمْرار خَيبَر وقبائل وُلِد عَلِي على دَعوَة الشَّيْخ مُحمَّد بْن عَبْد الوهَّاب وَهذَا مَا ظهر جليًّا حَتَّى بَعْد سَنَوات طَوَال مِن اِنتِهاء الحرْب. لَقب القادة الأتْراك السيخ زَبن بن مريخان الايداء 
ب (زَبن الصَّخْرة) وقيل (زَبن الصَّحْراء) وَهذَا لِشدَّة مُقاومته ومنعَته فِي بِلاده وانْه لَم يَرضَخ طَواعِية كَغيرِه ولم يُوقف القتَال حَتَّى بَعْد سُقُوط الدِّرْعيَّة لِأنَّ هَدفَه كان تَأمِين اِسْتمْرار الدَّعْوة الإصْلاحيَّة فِي مِنطَقة خَيبَر وَعدَم تَدخُّل العثْمانيِّين بِهَا وَكَان هذَا مَا تمَّ لَه.

### حَرْب إِمارة حَائِل و إمارة خَيبَر 1860 - 1897 م
هُو نِزَاع عَسكَرِي نشأ بَيْن مُحمَّد بْن عَبْد اَللَّه اَلرشِيد أمير حَائِل وَ مُطلَق بْن رَجَاءابن مسعدالايداء  وقد سَبقَه توتُّرَات بَيْن الطَّرفيْنِ بَدأَت بِطموحات مُحمَّد بْن عَبْد اَللَّه اَلرشِيد المتزايدة تُجَاه الحجَاز خُصوصًا بَعْد اِنْتصاراته على الدَّوْلة السُّعوديَّة فِي نَجِد حَيْث اِزْدادتْ تدخُّلاته فِي وِلاية الحجَاز تَارَة تَحْت غِطَاء التَّسْوية الإداريَّة وَتارَة أُخرَى تَحْت غِطَاء إِخضَاع بَدْو المنْطقة المتمرِّدين على دَفْع الزَّكَاة لِلدَّوْلة العثْمانيَّة ولقناعته أنَّ طُموحاته لَن تَتَمثَّل إِلَّا بِجَلب حُلَفاء أَقوِياء فِي تِلْك المنْطقة إِلى صِفة بِالطَّريقة الدِّبْلوماسيَّة أو حَتَّى بِالْحَرْب فِي حَالَة الرَّفْض كَانَت أَوَّل رَسائِله إِلى مُطلَق الايداء يَطلُب مِنْه التَّحالف معه والْوقوف فِي صِفة وَلكِن اَلأخِير رفض وبالغ فِي رَدَّة فِعْلِه إِذ جمع قَبائِل عَنزَة فِي المنْطقة وهاجم مَناطِق اِبْن رشيد.
اِنتبَه مُحَافِظ المدينة المنوَّرة آنذاك حَسْن الطُّويْراني لِتحرُّكات اِبْن رشيد وَزَاد اِنْتباهه بَعْد مُرَاسلَة قَاضِي خَيبَر لَه مُبَلغا إِيَّاه عَمَّا جَرَّا بَيْن الايداء وابْن رشيد حَيْث أَظهَر تأْييده والدَّوْلة العثْمانيَّة الكامل لِموْقف الايداء وابْتَدأ بِمواجهة نُفُوذ اِبْن رشيد المتصاعد فِي وِلايَته فمَا أن فاق الطُّويْراني على نَفسِه إِلَّا وَوجَد أنَّ اِبْن رشيد يَستوْلِي على اَلعُلا والْحناكيِّة تَحْت عُذْر الإدارة لِتلْك اَلقُرى والْبلدات وَيشُن الغزوات على قَبائِل المدينة المنوَّرة بِدعْوى العصْيان فَبدَأ الطُّويْراني كِتابة رَسائِله المكثَّفة إِلى الصَّدارة اَلعُظمى طالبًا كفُّ يد اِبْن رشيد عن الحجَاز ومحذِّرًا تطلُّعاته المتزايدة نَحْو مدِّ نُفوذه إِلى المدينة وَإلَى مِينَاء الوجْه لِلسَّيْطرة على اِقتِصاد اَلحَج.
فِي خَيبَر اِنْدلَعتْ المعارك بَيْن مُطلَق الايداء وابْن رشيد حَيْث اِسْتطَاع اَلأخِير اِحتِلال خَيبَر ودفْع مُطلَق الايداء إِلى اَلعُلا بَعْد أن اِسْتمَال معه مُعظَم قَبائِل عَنزَة والْمنْطقة ضِد الايداء وقبائل وُلِد عَلِي وَلكِن اَلأخِير أَعَاد اَلكُرة بَعْد سنتيْنِ مِن ذَلِك الغزْو واسْتطاع تَحرِير خَيبَر ثُمَّ الدِّفَاع عَنهَا فِي مَعْرَكة الصَّفْصافة، تَعاوُن أَبُو بَكْر نَاصِر الأفنْديُّ باب العرب مع مُطلَق الايداء فِي الدِّفَاع عن خَيبَر ضِدَّ هَجَمات اِبْن رشيد وقبائل المنْطقة اَلتِي اِسْتمالهَا إِلى جَانبِه فانْدلعتْ اَلْفَوضى فِي المنْطقة حَتَّى دَاخِل قَبائِل عَنزَة نفْسهَا وَزَاد التَّوَتُّر بَيْن الدَّوْلة العثْمانيَّة وإمارة حَائِل إِلى حدِّ طلب فِيه مُحَافِظ المدينة المنوَّرة بِردِّ فِعْل عَسكَرِي تُجَاه مُحمَّد بْن عَبْد اَللَّه اَلرشِيد وَلكِن رفض السُّلْطان عَبْد اَلحمِيد وانْدلاع الحرْب الرُّوسيَّة العثْمانيَّة حال دُون ذَلِك.

### الثورة العربية 1916 - 1919م
بَعْد قِيَام الثَّوْرة العربيَّة اَلكُبرى بِقيادة شريف مَكَّة حُسَين بْن عَلِي اِنْتشَرتْ أصْدائهَا فِي الحجَاز والْجزيرة ووصلتْ الأخْبار إِلى خَيبَر، حَيْث كان اَلأمِير فَرْحان الايداء قد اِشتبَك مع الأتْراك فِي تَمرُّد عَسكَرِي عامٍّ 1909 م بَعْد خِلافَات حَوْل السِّكَّة الحديديَّة وتأْثيراتهَا على الحيَاة فِي المنْطقة كَكُل وقد حَقَّق التَّمَرُّد غايته بِاسْتمْرار دَفْع الصُّرَّة والْموارد الماليَّة اَلأُخرى والتَّعْويضات عن خَسائِر قَبائِل وُلِد عَلِي الرَّاعية لِطريق اَلحَج، كان مِن نَتائِج التَّمَرُّد أيْضًا التَّوَجُّس اَلترْكِي الدَّائم مِن فَرْحان الايداء واتِّخَاذ تَدابِير دَورِية لِمراقبة المنْطقة بِشَكل مُسْتَمِر وقد زاد ذَلِك بِأضْعَاف بُعْد الثَّوْرة، وَفِي فبْراير عام 1917 م بَدأَت المراسلات بَيْن عَبْد اَللَّه بْن اَلحُسين نِيابة عن وَالدِه مَلِك الحجَاز وأهالي دِمَشق وفرْحَان الايداء وَالتِي أتتْ فِي وَقْت كان الأتْراك قد مِنْحو الايداء وَشيُوخ قَبائِل وُلِد عَلِي أَوسِمة وَعَطايَا لِمَنع مَيلهِم إِلى الثَّوْرة أو تَأخِير اِنْضمامهم وَلكِن إِقنَاع عَبْد اَللَّه بْن اَلحُسين فَرْحان الايداء بِعدالة قَضيَّة الثَّوْرة العربيَّة وَدعمِه لَلْايداء ب 10 آلاف جُنَيه إِسْترْلينيٍّ و 100 بُنْدُقية و 100 صُنْدُوق ذَخِيرَة وقد صَنَّف اِنضِمام الايداء لِلثَّوْرة العربيَّة كَنُقطَة تَحوُّل كَبِيرَة فِي مُجريَات الأحْداث آنذاك فِي شَمَال الحجَاز كمَا دَلَّت على ذَلِك الوقائع اللَّاحقة.
نَفَّذ فَرْحان الايداء أَوَّل هجماته على قَلعَة وَيْبان أو بَرَّاقة واسْتطاع اِحتِلال القلْعة وَتدمِير سِكَّة اَلحدِيد الحجازيَّة وقطارًا بُخارِيًّا واحدًا وَأسِر أَكثَر مِن 150 جُنْدِي تُرْكِي واغْتنام 100 طُنِّ مِن اَلحُبوب وَأسلِحة مِدْفعِيَّة وَنارِية وذخائر، ولم يكد يَنتَهِي مِن هَجمَتِه على وَيْبان حَتَّى دَمَّر 2 مِن اَلجُسور و 12 كِيلومتْرًا مِن سِكَّة اَلحدِيد واصْطَدم بِقوَّة إِغاثة يقودهَا غَالِب بِك وَهَزمهَا وهاجم قَلعَة هَديَّة ثُمَّ مَحطَّة جَداعَة وقطْع سِكَّة اَلحدِيد عِنْدهَا بِشَكل تامٍّ. اِتَّصل فَرْحان الايداء أيْضًا بِبَعض القبائل الشَّماليَّة كالْحويطات وغيْرَهم لِلانْضمام إِلى الثَّوْرة العربيَّة اَلكُبرى وَهُو مَا تمَّ بِالْفِعْل. ثُمَّ اِسْتطَاع طَرْد الحاميات العسْكريَّة التُّرْكيَّة مِن مدينَتيْ خَيبَر وِتيمَاء ثُمَّ هَاجَم قَلعَة اَلمُدرج جَنُوب اَلعُلا 8 كِيلومتْرات حَيْث قُتِل بِالْهجوم 12 جُنْدِيا تُرْكِيا وَأسِر 62 آخرين مِن بَينهِم قَائِد القلْعة بِرتْبة يُوزْباشيّ وَكَان مِن الغنائم مَدافِع رَشَّاشة. وَفِي اَلْعام نَفسَه مع اِقتِراب اَلهُدنة بَيْن الدَّوْلة العثْمانيَّة وَدوَل الحلفاء يَوْم 31 أُكتُوبَر هَاجَم فَرْحان الايداء مَحطَّة أبًا النِّعم شَمَال المدينة المنوَّرة وَعطَّل سِكَّة اَلحدِيد مَرَّة أُخرَى وشهدتْ قِلَاع كالْمشْهد ومطْرَان وَزمُرد هَجَمات مُمَاثلَة قَطعَت التَّواصل بَيْن المدينة المنوَّرة ومحيطهَا تمامًا وأدْخلتْهَا فِي مَعْرَكة حِصَار المدينة المنوَّرة.
وفِي بِداية عام 1918 م دخل إِلى مِنطَقة الحجَاز أمير إِمارة حَائِل سُعُود اِبْن رشيد بِجيْشه لِدَعم الدَّوْلة العثْمانيَّة ضِدَّ الثَّوْرة العربيَّة واسْتَقرَّ فِي مِنطَقة الحجر شَمَال مَدِينَة العلَا اَلتِي هاجمَهَا الإيداء فِي أَواخِر شَهْر شُبَاط وأحْرق اَلعدِيد مِن مُخيمَات اَلقُوات العثْمانيَّة المرابطة، وقد رَافَق اِبْن رشيد اللِّوَاء بَصرِي بَاشَا الحاكم العسْكريِّ لِمدينة اَلعُلا حَيْث إِنَّ اَلمهِمة الأساسيَّة أَصبَحت تَأمِين مَدِينَة العلَا وَجَعلهَا مُنطلَقا لِتأْمِين خطِّ اَلحدِيد الحجازيِّ لِضمان وُصُول الإمْدادات العسْكريَّة مِن وِلاية الشَّام إِلى المدينة المنوَّرة. هَاجَم الايداء مُعَسْكرا لِقوَّات اِبْن رشيد قُرْب اَلعُلا فِي 18 مِن مَارِس آذار لِعَام 1918 م ثُمَّ بدأ بِحصار مَدِينَة العلَا وَقلْعَة الحجْر ولم تُفْلِح مَساعِي الشَّيْخ عِقَاب العجْل لِدَفع الايداء لِلتَّراجع وَفِي نِهاية شَهْر مَارِس اُسْتؤْنفتْ المعارك بَيْن الطَّرفيْنِ حَيْث هَاجَم الايداء اِبْن رشيد وَبصَرِي بَاشَا فِي الحجْر ورد الطَّرف المدافع بِهجْمة مُضَادَّة فَشلَت وَتَكبَّد كِلَا الطَّرفيْنِ خَسائِر بَشَريَّة ومدافع حَتَّى يَوْم 8 مِن مَايُو حَيْث وَقعَت مَعْرَكة فَاصِلة فِي الحجْر دَفعَت اِبْن رشيد لِلانْسحاب مِن القلْعة تَارِكا اَلقُوة التُّرْكيَّة لِمصيرهَا مُتوجِّهًا إِلى بَلدَة تَيْماء حَيْث طارده فَرْحان الايداء إِلى أنَّ دَخْل مِنطَقة النُّفود اَلكُبرى وَسقَط اَلعُلا فِي 13 مِن مَايُو بَعْد المعْركة.
اِنتهَت الثَّوْرة بِاسْتسْلام فَخرِي بَاشَا وَالِي المدينة المنوَّرة وَتَميَّز دَوْر إِمارة خَيبَر بِهَا بِشَكل وَاضِح حَيْث أشارتْ القنْصليَّة الفرنْسيَّة والْمكْتب العرَبيُّ فِي القاهرة وَعدَد مِن مُؤَرخِي تِلْك الفتْرة إِلى شِدَّة تَميُّز وَنَجاح العمليَّات والْهجمات اَلتِي قَادَه أمير خَيبَر فَرْحان الايداء وكيْف أَسهَمت إِسْهامًا مُباشِرًا وكبيرًا فِي قَلْب الوضْع فِي مِنطَقة المدينة المنوَّرة إِلى صَالِح الثَّوْرة العربيَّة اَلكُبرى.

### حرب خيبر 1919-1924م
بَعْد إِعلَان قِيَام مَمْلَكة الحجَاز الهاشميَّة وانْتهاء الثَّوْرة العربيَّة دخل فَرْحان الايداء بِخلافات أَدَّت فِي النِّهاية إِلى اِندِلاع حَرْب بَينَه وبيْن اَلمَلِك حُسَين اِبْن عَلِي وَتَعددَت رِوايَات المصادر فِي ذِكْر أَسبَاب الخلافات فقد عزاهَا رِيتْشارْد تِرينش إِلى رَفْض فَرْحان الايداء تَسلِيم الأسْلحة الثَّقيلة اَلتِي اِسْتوْلى عليْهَا أَثنَاء الثَّوْرة وآخرون خالفوه زَاعمِين أنَّ الخلَاف كان على مُرَاسلَة فَرْحان الايداء لِلْملك عَبْد اَلعزِيز آل سُعُود والصَّواب أنَّ كِلَا الطَّرفيْنِ كَانَا على حقٍّ وأيِّ الحدثيْنِ سبق الآخر فَهُو يُفسِّر فِعْل مَا بُعدُه.
اِجْتمَعتْ حُكُومَة الحجَاز لِمناقشة عدد مِن الموْضوعات كان أَحدُها مَسْأَلة فَرْحان الايداء أو مَا سُميَت بِمسْأَلة خَيبَر وقد أَنتَج الاجْتماع قَرَار الحكومة بِتعْزِيز اَلقُوات الموْجودة فِي خَيبَر بِقيادة عَلِي اِبْن عِصَام البالغ عَددُها 3000 جُنْدِي وَعدَد مِن المدافع الميْدانيَّة بِأكْثر مِن 100 جُنْدِي نِظاميٍّ. وبعْد تهْديدات مُتبادلة مِن الطَّرفيْنِ هَاجَم فَرْحان الايداء اَلقُوة الموْجودة فِي خَيبَر وَسقَط قائدهَا اِبْن عِصَام فِي القتَال وَغنَم الأسْلحة والذَّخائر. فَوْر وُصُول الخبر إِلى المدينة المنوَّرة أَرسَل أمير تُربَة اَلشرِيف جَعفَر بْن سُلْطان بْن شرف فِي حَملَة لِاسْترْداد خَيبَر وَمعَه قُرَابَة 1000 خَيَال وَهَجان وَأَغار على بَعْض عُرْبان قَبائِل وُلِد عَلِي النَّازلين قُرْب خَيبَر وَعَاد إِدْراجه وقد أدْركَتْه خُيِّل وُلِد عَلِي قُرْب المدينة المنوَّرة وهزمَتْه وَكَان مِن جُملَة مِن قَتْل هُو جَعفَر بْن سُلْطان نَفسِه.
- جاء فِي تَقرِير لِرئيس البعْثة العسْكريَّة الفرنْسيَّة فِي مِصْر الموْجود فِي جُدَّة مُوجَّه إِلى وزير الخارجيَّة الفرنْسيِّ بِتارِيخ 1919/ 06/10 ما مفاده أن أنَّ الإخْوان وَصلُوا إِلى الحناكيِّة، ويدْعون النَّاس إِلى الانْضمام إِليْهم، فِيمَا أَرسَل اَلأمِير عَلِي جيْشًا بِقيادة اَلشرِيف مُسَاعِد لِمواجهتهم، كمَا وَجَّه ضِدَّ الشَّيْخ فَرْحان الايداء والشَّيْخ عَبْد اَلكرِيم بْن رُمَّان قُوَّة تُساندهَا فِرْقَة مِن الهجَّانة البيشيين بِقيادة ضَارِي بْن فُهَيد بْن رشيد اِبْن عمِّ اَلأمِير اِبْن رشيد. ولحقه تَقرِير آخر مِن نَفْس اَلجِهة فِي تَارِيخ 1919/ 06/10 يُشير إِلى وُجُود الوهَّابيِّين فِي الحناكيِّة، وَإلَى أنَّ اَلأمِير عَلِي أَرسَل فِرْقَة بِقيادة ضَارِي بْن فُهَيد بْن رشيد اِبْن عمِّ أمير شَمَّر وَعدُوه لِمقاومة تَهدِيد الوهَّابيِّين، وَلكِن ضَارِي هُزِم فِي البعَجة بَيْن اَلقصِيم والْحناكيِّة فَزَعزعَت هزيمَته اَلثقَة بِالْهاشميِّين، وزادتْ مِن تَخاذُل ضُبَّاط اَلأمِير عَلِي مِمَّا اِضْطرَّه إِلى اِتِّخاذ إِجْراءات أَمنِية لِحماية المدينة المنوَّرة، وَإلَى طَرْد النَّجْديِّين لِتعاطفهم مع عَبْد اَلعزِيز آل سُعُود، ويفيد التَّقْرير بِهجمَات اَلأمِير فَرْحان الايداء والْأمير عَبْد اَلكرِيم بْن رُمَّان أمير تَيْماء على خطِّ سِكَّة حديد الحجَاز، ويعطِّلون عَمَليَّة إِصْلاحهَا فِي مِنطَقة تَبُوك.

جاء في كتاب "مزيد من المراسلات المتعلقة بالشؤون الشرقية. الجزء العاشر من يناير إلى يونيو 1922" أنه فِي خَيبَر يَتَمتَّع فَرْحان الايداء بِتأْثِير كبير فِي الدَّعاية الوهَّابيَّة وَاسِعة النِّطَاق بَيْن القبائل فِي شَمَال وشرْق المدينة المنوَّرة وَهُو يَجعَل مُحيط المدينة المنوَّرة بِأكْملهَا مِنطَقة كهْربائيَّة. والْأمير عَلِي يُحَاوِل كَبْح هَذِه الدَّعاية وَإلَّا فقد تَتَسبَّب فِي اِندِلاع حريق لِذَا أَرسَل اَلأمِير عَلِي ذِيَاب بْن نَاصِر، وَهُو " باب عرب المدينة "، إِلى البويْرة لِترْتِيب إِمْدادات الوقود لِلسِّكك الحديديَّة، لَكنَّه تَعرَّض لِهجوم مِن قِبل الوهَّابيِّين (وُلِد عَلِي)، واضْطرَّ إِلى اَلهُروب إِلى المدينة المنوَّرة، وان الشَّيْخ فَرْحان الايداء هُو اَلمُحرض الرَّئيسيُّ على الهجمات الوهَّابيَّة فِي شَمَال الحجَاز. وَفِي عام 1921 م مِن الحرْب سَقطَت مَدِينَة العلَا بَعْد غزْوهَا مِن قَبْل فَرْحان الايداء، وَأَفرزَت جُهُود اَلأمِير عَلِي بْن اَلشرِيف حُسَين أمير المدينة المنوَّرة إِلى حَملَة عَسكرِية كُبرَى اِنْطلَقتْ فِي يَوْم 27 مِن مَارِس آذار لِعَام 1922 م جمع فِيهَا اَلشرِيف عَلِي كُلَّ مَا يَستطِيع مِن عَتَاد وقوَّات مُمْكِنة حَيْث حمل ثُلْث قُوَّاته بحْرًا على البواخر مِن مِينَاء جُدَّة والثُّلْث الباقي بِقوَّة نِظامِيَّة والثُّلْث اَلأخِير بِقوَّات البادية بِقيادة اَلشرِيف ذِيَاب بْن نَاصِر  وسبقتْ الحمْلة بِجمْلة مِن خِطابَات شُيُوخ البادية الموالين لِلشَّرِيف مُطالبين بِعَمل عَسكَرِي رَادِع لِفرْحَان الايداء كان أبْرزهَا خِطَاب أمير قَبِيلَة جُهيْنَة التَّالي:
أَرجُو أن أَنهَى إِلى سُموّكم أنَّ الأحْداث قد تَفَاقمَت هُنَا بِسَبب رَسائِل فَرْحان الايداء، واضْطراباته وتتضَمَّن هَذِه رَسائِل مِن اِبْن سُعُود وَتحُض مُحْتوياتهَا على تَغيِير العقيدة واتِّبَاع اِبْن سُعُود وَسمُوكم على عِلْم بِطبيعة البدْو وَخَاصَّة هؤلاء العرب بِالْقرْب مِن عَنزَة. وَلمَّا كان فَرْحان الايداء سيكرِّر مُمارساته يَخشَى أن تَمتَد اِضْطراباته فَتصِل إِلى القبائل فِي جُهيْنَة وجهيْنة مَا لَم تُرْسِل فوْرًا قُوَّة لِلْقضَاء عليْه وَعلَى من يُسايِره. وسيزوِّدكم دخيل اَللَّه بْن طَلَال بِكلِّ تَفاصِيل هذَا الموْضوع، وَأنَا فِي اِنتِظار أوامركم. أمير جُهيْنَة (تَوقِيع) (مُسَيْعيد) 
وَصلَت الحمْلة إِلى اَلبوِير وانْتَهى خَبرُها هُنَاك فلم تُحقِّق شيْئًا مِن النَّجَاح لِلْأهْداف الموْضوعة مِن قَبْل اَلشرِيف عَلِي وقادَته، وقد أعْقبَهَا اِنهِيار فِي اَلقُوة العسْكريَّة والاقْتصاديَّة وانْدلاع لِلْفوْضى فِي المدينة المنوَّرة ثُمَّ اِنفِجار لِمخْزن البارود دَاخِل المدينة المنوَّرة مِشعَلا فِتْنَة أُخرَى دَاخِل الجيْش بَعْد مَوجَة مِن الاتِّهامات بَيْن الأطْراف أَمَّا حال جَيْش الحمْلة فقد اِنْشقَّتْ قَبائِل كَعُروَة مِن جُهيْنَة وَولِد مُحمَّد مِن حَرْب عن الحمْلة وانْضمُّوا إِلى فَرْحان الايداء وغيْر ذَلِك مِن المشْكلات الماليَّة والْمعْنويَّة اَلتِي صاحبتْ اَلأمِير عَلِي طَوَال مَسِيرَة حَتَّى مَثوَى الحمْلة اَلأخِير فِي اَلبوِير. أَعقَب حَملَة اَلأمِير عَلِي قُوَّة هُجومِيَّة أُخرَى يقودهَا إِسْماعيل القزَّاز اِنْطلَقتْ مِن الوجْه ونجحتْ بِالاسْتيلاء على اَلعُلا حَيْث كافأه اَلمَلِك حُسَين بِتنْصيبه حاكمًا لِلْمدينة، بدأ القزَّاز بِحمْلة عَسكرِية أُخرَى لِمواجهة فَرْحان الايداء حَشْد فِيهَا مُعظَم قَبائِل مِنطَقة اَلعُلا وقد اِسْتدْرجه الايداء إِلى صَحْراء (الشَّفَا) شَرْق اَلعُلا مُتَّخذًا مِن مَورِد ماءٍ يُسمَّى (بَوَّأ) مُعَسْكرا لَه ويرجِّح أَنهَا كَانَت فِي أَواخِر اَلسنَة نفْسهَا عام 1922 م اِنتصَر فِيهَا الايداء أيْضًا وَعَاد القزَّاز إِلى اَلعُلا لِتحْصينهَا مِن هُجُوم مُضَاد لَلْأيداء.
وفِي 7 مِن مَايُو عام 1923 م قاد حَاكِم الوجْه اَلشرِيف هَزَّاع الحارث العبْدليّ حَملَة مُشتركَة مع حَاكِم اَلعُلا إِسْماعيل أَفندِي مُسْتغلِّين غِيَاب فَرْحان الايداء لِمشاركته فِي مَعْرَكة سُقُوط حَائِل اَلتِي أَبلَى بِهَا بَلَاء مَشهُودا، وَلَكنَّه عاد قَبْل اِنطِلاق حَملَة اَلشرِيف هَزَّاع إِلى مَضارِب قبيلَته المسْتقرَّة على آبار عَردَة حَيْث وَقعَت المعْركة بَيْن الطَّرفيْنِ فِي صَبِيحَة يَوْم 21 مِن رَمَضان 1341 ه حَيْث دَحْر فَرْحان الايداء وقبائله اَلهُجوم بِالتَّرْكيز على كَسْر البادية المرافقة لِلْجيْش الهاشميِّ ثُمَّ مُحَاصرَة اَلقُوة النِّظاميَّة اَلتِي يقودهَا إِسْماعيل القزَّاز حَيْث قُتِل إِسْماعيل وَكُل عَسكَرِه النِّظاميَّ فِي المعْركة وَفِي مُطَاردَة الهاربين مع غُرُوب الشَّمْس قُتِل فَرْحان الايداء على يد اِبْن عَمِّه فَوَّاز الهايس المعارض لَه، وَدفَن فَرْحان الايداء على هَضبَة تُشْرِف على جبل الغلالة غَرْب عَردَة 26 كِيلومتْرًا. تَولَّى مُحمَّد بْن فَرْحان الايداء بِعمْر ال 17 سنة إِمارة خَيبَر بَعْد وَفَاة أبيه فِي عَردَة وتابع مَسِيرَة أبيه حَيْث اِنْضمَّ إِلى إِخوَان مِن أَطَاع اَللَّه بِالتَّأْثير اَلكبِير لِمعلِّمه الشَّيْخ إِبْراهيم الرَّاجحي، خاض مُحمَّد الايداء عدد مِن المعارك أَثنَاء مَنصبِه كان أبْرزهَا مَعْرَكة مُغَيْراء وَغزْوَة عُويْرِض وحصار المدينة المنوَّرة وتمرُّد اِبْن رِفادة وغارَات الإخْوان على شَرْق اَلأُردن وقد اِستمَر فِي مَنصبِه حَتَّى إِنشَاء أَفوَاج القبائل وَعزلِه مِن إِمارة خَيبَر وتعْيينه أميرًا لِلْفوْج الثَّامن والثَّلاثون فِي الحرس الوطَنيِّ.